# Flumini Mannu (Cagliari)
Il Flumini Mannu è un fiume della Sardegna che percorre inizialmente le colline del Sarcidano, prosegue nella pianura del Campidano meridionale e sfocia nello stagno di Cagliari.

## Geografia
Nasce in agro di Laconi, subito dopo prosegue nel territorio di Nurallao dove in questi chilometri iniziali prende il nome di rio Sarcidano. Nel suo tragitto dà vita alle cascate di Su Craddascioleddu, immerse nei boschi di lecci nei pressi di Funtana Is Arinus a Nurallao.
Pochi chilometri dopo il fiume alimenta la Diga di Is Barrocus nel territorio di Isili, attraversata la diga, la sorgente e si dirige verso sud attraversando tutto il territorio della Marmilla scorrendo nei pressi dei paesi di Barumini, Las Plassas, Villamar e Furtei. 

Successivamente il Flumini Mannu scorre in seguito nel Campidano scorrendo fra Serrenti e Sanluri, Samassi, Serramanna, Villasor, Decimoputzu e Decimomannu; in questo tratto riceve numerosi corsi d'acqua minori provenienti dalle montagne dell'Iglesiente e dalle colline della Trexenta.
Sfocia infine nello stagno di Cagliari, al confine fra i comuni di Elmas, Assemini e Cagliari.
La superficie drenata dal fiume è di 593,3 km² e l'estensione (compresi gli affluenti ed i bacini) è di 1710,25 km².

### Affluenti
Gli affluenti principali sono il Riu Mannu di San Sperate, il Riu Mannu di Villaspeciosa, il rio Santu Teru, il Riu Malu e il Riu Malossi e il Rio Leni di Villacidro in territorio di Serramanna.

## Regime idrologico
La portata del Flumini Mannu è assai variabile; il suo regime è torrentizio, con secche complete lungo l'alto corso. Dal Campidano, il regime si "regola" un poco, grazie ai contributi del rio Mannu di Villaspeciosa e di corsi d'acqua minori.
Il modulo annuo del Flumini Mannu è di circa 3 m³/s, con massime dell'ordine di 10 m³/s e minime di 0,1 m³/s